# Cergy
Cergy is een gemeente in het Franse departement Val-d'Oise, waarvan het de hoofdplaats (prefectuur) is. Het is een van twee grote gemeenten, die in 1972 in de ville nouvelle, de nieuwe stad Cergy-Pontoise vormden. Cergy ligt in het westen van de agglomeratie van Parijs. Cergy ligt aan de rivier de Oise, voordat deze in de Seine uitkomt. De gemeente telde 69.578 inwoners op 1 januari 2022.

## Geschiedenis
In de 12e eeuw werd de parochie van Cergy een bezit van de Abdij van Saint-Denis. In Cergy was er een priorij. Cergy was een landbouwdorp met enkele straten. Dit veranderde in de 19e eeuw met de komst van de spoorlijn Pontoise - Meulan.
Cergy-Pontoise was een van de vijf nieuwe steden die in de agglomeratie van Parijs werden gebouwd en de eerste waarvan de bouw begon; dit was in 1969. Volgens het plan moesten er in Cergy-Pontoise 300.000 mensen gaan wonen om de stedelijke groei van Parijs beter te spreiden. Het werden er uiteindelijk 200.000. In 1970 werd het gebouw van de prefectuur geopend. In de eerste tien jaar werd gekozen voor grote woonblokken, zoals in de wijken Les Touleuses en Les Plants. Vanaf de jaren 1980 werd gekozen voor een meer traditioneel concept met appartementsgebouwen aan straten. Een voorbeeld hiervan is de wijk Cergy-Saint-Christophe. In de jaren 1990 verrees nog de wijk Cergy-le-Haut.

## Verkeer en vervoer
Er liggen in Cergy drie treinstations: Cergy-le-Haut, Cergy-Saint-Christophe en Cergy-Préfecture. Cergy-Le Haut is het eindpunt van de RER A.

## Onderwijs
- ENSEA, een grand école voor de elektrotechniek en informatica
- ESSEC Business School, een Europese businessschool
- ITIN 1988-2012
- Universiteit van Cergy-Pontoise, opgegaan in een samenwerkingsverband met andere universiteiten

## Geografie
De bebouwing ligt aan buitenkant van een grote lus in de Oise met een meer binnen de lus. Er is daar recreatie mogelijk.
De oppervlakte van Cergy bedroeg op 1 januari 2022 11,65 vierkante kilometer; de bevolkingsdichtheid was toen 5.972,4 inwoners per km².
De onderstaande kaart toont de ligging van Cergy met de belangrijkste infrastructuur en aangrenzende gemeenten.

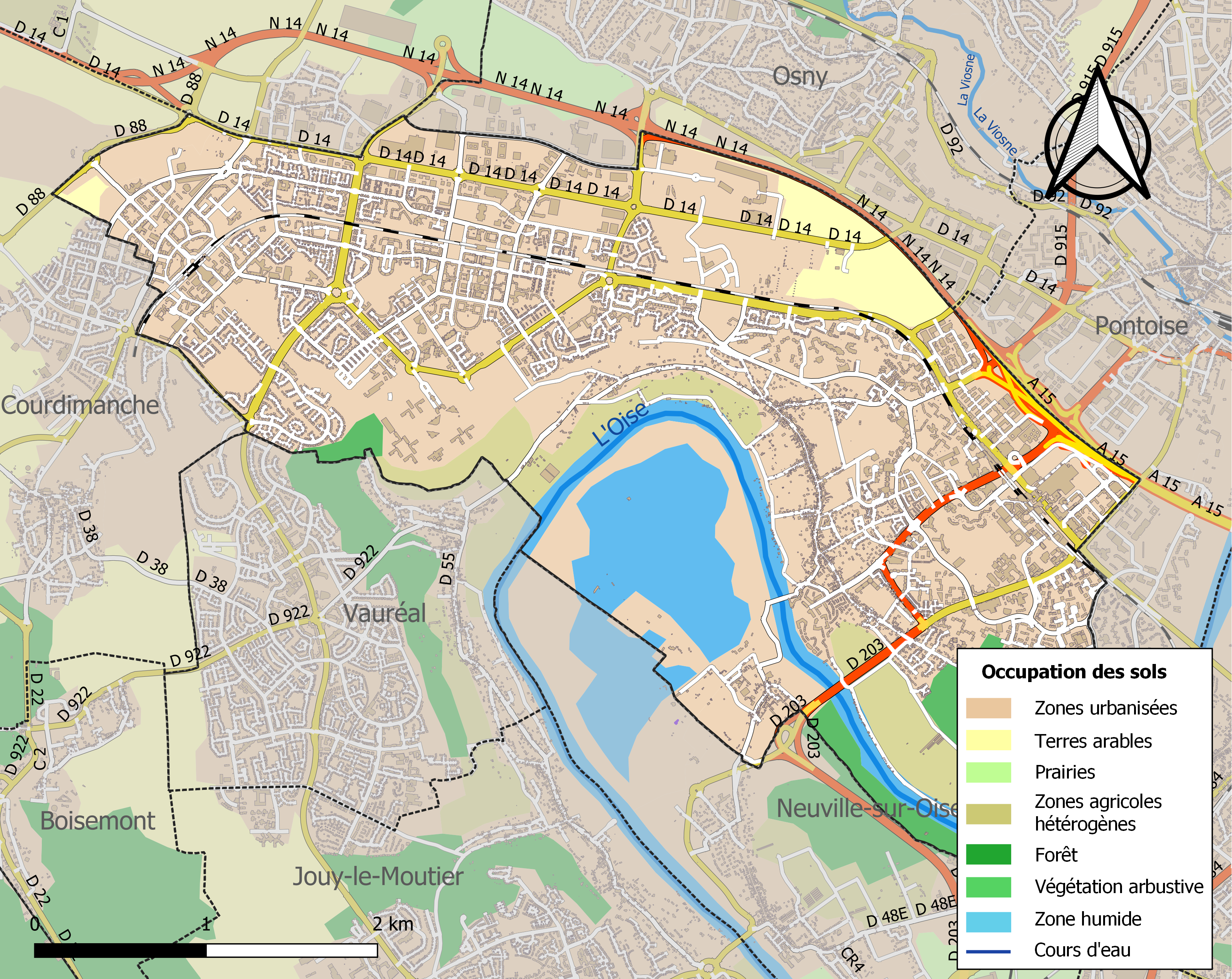

## Demografie
Onderstaande figuur toont het verloop van het inwonertal, bron: INSEE-tellingen. 

## Stedenband
- Columbia
- Erkrath
- Liaoyang
- Porto-Novo
- Tres Cantos
- West Lancashire